# Álbuns de Michael Jackson
Este artigo contém a discografia dos álbuns do músico americano Michael Jackson. Consiste em dez álbuns de estúdio e uma lista parcial de álbuns ao vivo, compilações, execuções estendidas, trilhas sonoras e álbuns de remix. Também estão listadas as posições nas tabelas de pico de 10 países (mercados) selecionados, com vendas e certificações relativas. Os países selecionados são Estados Unidos, Austrália, Canadá, França, Alemanha, Holanda, Nova Zelândia, Espanha, Suíça e Reino Unido. Alguns dos países mudaram seus níveis de certificação em vários momentos.
Michael Jackson iniciou sua estreia aos onze anos com o Jackson 5 (mais tarde conhecido como Jacksons), que foram artistas de destaque durante os anos 1970. O início da carreira solo de Jackson naquela mesma década incluiu álbuns como Got to Be There e Ben. Seus dois sucessos, Music & Me e Forever, Michael, não venderam bem. Em 1979, Jackson lançou Off the Wall, que se tornou seu álbum mais vendido até então. Em 1982, Jackson lançou seu álbum mais vendido, Thriller, que alcançou o topo de várias paradas internacionais e se tornou o álbum mais vendido de todos os tempos. As continuações de Jackson: Bad, Dangerous e HIStory: Past, Present and Future, Book I, também se tornaram sucessos internacionais. O décimo e último álbum de estúdio de Jackson, Invincible, foi lançado em 2001 e liderou as paradas internacionais, com vendas totais confirmadas em torno de 6 milhões de cópias em todo o mundo.
Após a morte de Jackson em 2009, as vendas de seu trabalho anterior dispararam, com seu álbum de compilação, Number Ones, tornando-se um dos álbuns mais vendidos internacionalmente.

## Discografia

### Álbuns de estúdio
| Título                                                                              | Detalhes do álbum                                       | Melhor posição nas paradas | Melhor posição nas paradas | Melhor posição nas paradas | Melhor posição nas paradas | Melhor posição nas paradas | Melhor posição nas paradas | Melhor posição nas paradas | Melhor posição nas paradas | Melhor posição nas paradas | Melhor posição nas paradas | Vendas                                                                 | Certificações (Recordistas de vendas) |
| Título                                                                              | Detalhes do álbum                                       | EUA                        | AUS                        | CAN                        | FRA                        | ALE                        | HOL                        | NZ                         | ESP                        | SUI                        | UK                         | Vendas                                                                 | Certificações (Recordistas de vendas) |
| ----------------------------------------------------------------------------------- | ------------------------------------------------------- | -------------------------- | -------------------------- | -------------------------- | -------------------------- | -------------------------- | -------------------------- | -------------------------- | -------------------------- | -------------------------- | -------------------------- | ---------------------------------------------------------------------- | --- |
| Got to Be There                                                                     | - Lançamento: 24 de janeiro de 1972 - Gravadora: Motown | 14                         | —                          | 29                         | 121                        | —                          | 22                         | 81                         | —                          | —                          | 12                         | - : 1.500.000 - : 500.000                                              | - : Ouro |
| Ben                                                                                 | - Lançamento: 4 de agosto de 1972 - Gravadora: Motown   | 5                          | 14                         | 4                          | 31                         | —                          | 23                         | 2                          | —                          | 9                          | 10                         | - : 1.000.000 - : 60.000                                               | - : Prata |
| Music & Me                                                                          | - Lançamento: 13 de abril de 1973 - Gravadora: Motown   | 92                         | 13                         | —                          | 36                         | —                          | 92                         | —                          | 38                         | —                          | —                          |                                                                        | |
| Forever, Michael                                                                    | - Lançamento: 16 de janeiro de 1975 - Gravadora: Motown | 101                        | —                          | —                          | —                          | —                          | —                          | —                          | —                          | —                          | —                          |                                                                        | |
| Off the Wall                                                                        | - Lançamento: 10 de agosto de 1979 - Gravadora: Epic    | 3                          | 1                          | 2                          | 3                          | 10                         | 3                          | 2                          | 4                          | 9                          | 2                          | - : 20.000.000 - : 300.000 - : 1.000.000                               | - : 9× Platina - : 5× Platina - : Platina - : Platina - : Platina - : 6× Platina - : 6× Platina                                                          |
| Thriller                                                                            | - Lançamento: 30 de novembro de 1982 - Gravadora: Epic  | 1                          | 1                          | 1                          | 1                          | 1                          | 1                          | 1                          | 1                          | 3                          | 1                          | - : 70.000.000 - : 1.150.000 - : 2.400.000 - : 1.400.000 - : 4.470.000 | - : 3× Diamante ( 34× Platina) - : 16× Platina - : 3× Diamante - : Diamante - : 3× Platina - : 8× Platina - : 12× Platina - : 6× Platina - : 15× Platina |
| Bad                                                                                 | - Lançamento: 31 de agosto de 1987 - Gravadora: Epic    | 1                          | 2                          | 1                          | 1                          | 1                          | 1                          | 1                          | 1                          | 1                          | 1                          | - : 35.000.000 - : 10.000.000 - : 500.000 - : 4.140.000                | - : Diamante ( 11× Platina) - : 6× Platina - : 7× Platina - : Diamante - : 4× Platina - : Platina - : 9× Platina - : 5× Platina - : 14× Platina          |
| Dangerous                                                                           | - Lançamento: 26 de novembro de 1991 - Gravadora: Epic  | 1                          | 1                          | 2                          | 1                          | 1                          | 1                          | 1                          | 1                          | 1                          | 1                          | - : 32.000.000 - : 740.000 - : 2.010.069                               | - : 8× Platina - : 10× Platina - : 6× Platina - : Diamante - : 4× Platina - : 3× Platina - : 6× Platina - : 5× Platina - : 6× Platina                    |
| HIStory: Past, Present and Future, Book I                                           | - Lançamento: 16 de junho de 1995 - Gravadora: Epic     | 1                          | 1                          | 1                          | 1                          | 1                          | 1                          | 1                          | 2                          | 1                          | 1                          | - : 22.000.000 - : 4.000.000 - : 1.500.000                             | - ): 8× Platina - : 8× Platina - : 5× Platina - : Diamante - : 3× Platina - : 3× Platina - : 10× Platina - : 3× Platina - : 4× Platina                   |
| Invincible                                                                          | - Lançamento: 30 de outubro de 2001 - Gravadora: Epic   | 1                          | 1                          | 2                          | 1                          | 1                          | 1                          | 2                          | 2                          | 1                          | 1                          | - : 8.000.000 - : 2.400.000 - : 100.000                                | - : 2× Platina - : 2× Platina - : Platina - : Platina - : Platina - : Platina - : Platina - : Platina                                                    |
| "—" Denota álbuns que não foram lançados no país, ou não entraram na parada musical |                                                         |                            |                            |                            |                            |                            |                            |                            |                            |                            |                            |                                                                        | |

### Álbuns póstumos
| Título  | Detalhes do álbum                                      | Melhor posição nas paradas | Melhor posição nas paradas | Melhor posição nas paradas | Melhor posição nas paradas | Melhor posição nas paradas | Melhor posição nas paradas | Melhor posição nas paradas | Melhor posição nas paradas | Melhor posição nas paradas | Melhor posição nas paradas | Vendas                                | Certificações (Recordistas de vendas)                                         |
| Título  | Detalhes do álbum                                      | EUA                        | AUS                        | CAN                        | FRA                        | ALE                        | HOL                        | NZ                         | ESP                        | SUI                        | UK                         | Vendas                                | Certificações (Recordistas de vendas)                                         |
| ------- | ------------------------------------------------------ | -------------------------- | -------------------------- | -------------------------- | -------------------------- | -------------------------- | -------------------------- | -------------------------- | -------------------------- | -------------------------- | -------------------------- | ------------------------------------- | ----------------------------------------------------------------------------- |
| Michael | - Lançamento: 10 de dezembro de 2010 - Gravadora: Epic | 3                          | 10                         | 2                          | 4                          | 1                          | 1                          | 10                         | 2                          | 2                          | 4                          | - : 3.000.000 - : 541.000 - : 120.000 | - : Platina - : Ouro - : Platina - : 2× Platina - : Ouro - : Ouro - : Platina |
| Xscape  | - Lançamento: 9 de maio de 2014 - Gravadora: Epic      | 2                          | 2                          | 3                          | 1                          | 2                          | 2                          | 3                          | 1                          | 2                          | 1                          | - : 2.750.000[carece de fontes?]      | - : Ouro - : Ouro - : Ouro - : Platina - : Ouro - : Ouro - : Ouro             |

### Álbuns de compilação
| Ano  | Álbum                                                                                                 | Melhor posição nas paradas | Melhor posição nas paradas | Melhor posição nas paradas | Melhor posição nas paradas | Melhor posição nas paradas | Melhor posição nas paradas | Melhor posição nas paradas | Melhor posição nas paradas | Melhor posição nas paradas | Melhor posição nas paradas |
| Ano  | Álbum                                                                                                 | EUA                        | AUS                        | CAN                        | FRA                        | ALE                        | HOL                        | NZ                         | ESP                        | SUI                        | UK                         |
| ---- | --- | -------------------------- | -------------------------- | -------------------------- | -------------------------- | -------------------------- | -------------------------- | -------------------------- | -------------------------- | -------------------------- | -------------------------- |
| 1975 | The Best of Michael Jackson - Lançamento: 28 de agosto de 1975 - Formato: LP - Gravadora: Motown      | 156                        | 76                         | —                          | 16                         | —                          | 3                          | —                          | —                          | —                          | 11                         |
| 1981 | One Day in Your Life - Lançamento: 25 de março de 1981 - Formato: LP - Gravadora: Motown              | 144                        | —                          | —                          | —                          | —                          | —                          | —                          | —                          | —                          | 29                         |
| 1984 | Farewell My Summer Love - Lançamento: 8 de maio de 1984 - Formato: LP - Gravadora: Motown             | 46                         | 90                         | 94                         | —                          | 40                         | 47                         | 50                         | —                          | —                          | 9                          |
| 1986 | Anthology - Lançamento: 14 de novembro de 1986 - Formato: LP - Gravadora: Motown                      | —                          | —                          | —                          | 17                         | —                          | —                          | —                          | 89                         | —                          | —                          |
| 2001 | Greatest Hits: HIStory, Volume I - Lançamento: 13 de novembro de 1995 - Formato: CD - Gravadora: Epic | 85                         | 44                         | 8                          | 10                         | —                          | —                          | —                          | 54                         | 45                         | 15                         |
| 2003 | Number Ones - Lançamento: 18 de novembro de 2003 - Formato: CD - Gravadora: Epic                      | 13                         | 2                          | 1                          | 5                          | 2                          | 17                         | 1                          | 17                         | 9                          | 1                          |
| 2004 | The Ultimate Collection - Lançamento: 17 de novembro de 2004 - Formato: CD - Gravadora: Epic          | 154                        | —                          | 29                         | 29                         | 37                         | 46                         | —                          | 29                         | 33                         | 75                         |
| 2005 | The Essential Michael Jackson - Lançamento: 19 de julho de 2005 - Formato: CD - Gravadora: Epic       | 46                         | 1                          | 4                          | 1                          | 10                         | 19                         | 1                          | 23                         | 2                          | 1                          |
| 2006 | Visionary: The Video Singles - Lançamento: 20 de fevereiro de 2006 - Formato: CD - Gravadora: Epic    | —                          | —                          | —                          | —                          | —                          | —                          | 27                         | —                          | —                          | —                          |
| 2008 | King of Pop - Lançamento: 22 de agosto de 2008 - Formato: CD - Gravadora: Epic                        | —                          | 5                          | —                          | 1                          | 1                          | 1                          | 6                          | 1                          | 1                          | 3                          |
| 2017 | Scream - Lançamento: 29 de setembro de 2017 - Formato: LP, CD, download digital - Gravadora: Epic     | 33                         | 14                         | 69                         | 16                         | 22                         | 30                         | 1                          | 9                          | 34                         | 9                          |